# Arnaud de Saleta

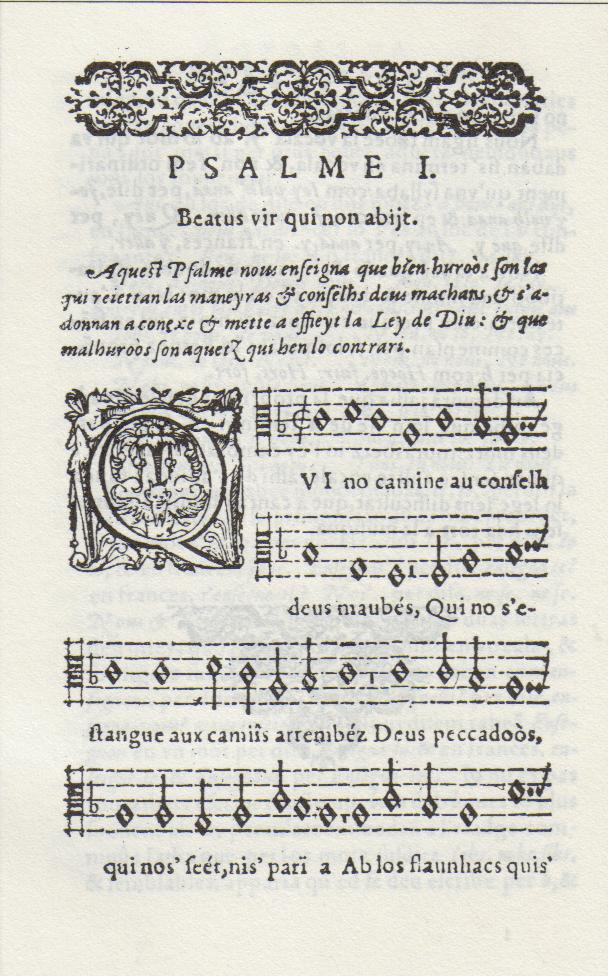
Página de la edición original de 1583 con su partitura de música

Arnaud de Saleta (en francés : Arnaud de Salette ; ca 1540 - en 1598 había ya muerto) fue un pastor protestante bearnés al servicio del Reino de Navarra (de idioma occitano en aquella época) y de su reina Juana de Albret. Fue profesor de la Universidad de Orthez (una de las pocas universidades calvinista de la época), escritor y poeta de lengua occitana en su versión bearnesa y, por encargo de la Reina, uno de los dos traductores en occitano de los Salmos de David (el otro traductor fue Pèir de Garròs a quién Juana de Albret pidió una versión en gascón).
Esta traducción se imprimió en 1583 y, según el crítico literario occitano Robèrt Lafont esta traducción en una lengua revindicada como bearnesa hace de Salette el primer escritor occitano específicamente de idioma bearnés.